# 卫之
卫之（1911年8月—2012年1月8日），男，辽宁锦县人，中华人民共和国政治人物，曾任辽宁省高等教育局局长，辽宁省政协副主席。